# Doug Armstrong
Douglas "Doug" Armstrong, född 24 september 1964 i Sarnia, är en kanadensisk idrottsledare och befattningshavare som är general manager för den amerikanska ishockeyorganisationen St. Louis Blues i NHL.
Han har vunnit Stanley Cup två gånger, som assisterande general manager med Dallas Stars 1999 och som general manager med St. Louis Blues 2019.

## Klubblag

### NHL

#### Dallas Stars
Han inledde sin karriär i NHL med att vara assisterande general manager för Minnesota North Stars mellan 1992 och 1993, det året flyttades North Stars från Bloomington i Minnesota till Dallas i Texas och blev Dallas Stars. 
Armstrong fortsatte som assisterande general manager även för det nya laget. 1999 vann han Stanley Cup när Stars besegrade Buffalo Sabres med 4-2 i matcher. 2002 blev han befordrad till att vara general manager, en position han hade fram till den 13 november 2007 när han fick sparken.

#### St. Louis Blues
Den 29 maj 2008 skrev Armstrong kontrakt med St. Louis Blues om att vara deras chef för deras spelarpersonal, två år senare ersatte han Larry Pleau som general manager för Blues. Han blev samtidigt utsedd till vice chef för ishockeyverksamheten och tre år senare blev han även befordrad till chef. 
2012 blev han utnämnd till att vara NHL:s bästa general manager för säsongen 2011–2012.
Armstrong vann Stanley Cup med St. Louis Blues säsongen 2018–19.

## Landslag
Vid landslagssammanhang har han varit delaktig i Kanadas herrlandslag och vunnit följande mästerskap:
- OS: Två guld (2010 och 2014 som assisterande general manager).
- VM: Två guld (2007 och 2016 som rådgivare) och två silver (2008 och 2009 som assisterande general manager respektive general manager).
- World Cup: Ett guld (2016 som rådgivare).

Han var också assisterande general manager för VM 2002 men Kanada vann dock ingen medalj den gången.